# Casa de Verão da Eliana
Casa de Verão da Eliana é um programa de entretenimento brasileiro, apresentado por Eliana, com direção de Tatiana De Lamare e roteiro de Dani Garuti.
Produzido pela Floresta e exibido pelo GNT, o programa estreou em 22 de janeiro de 2025 e tem uma duração de seis episódios. Ao longo da temporada, Eliana recebe amigos, familiares e anônimos em uma casa de praia em Angra dos Reis, no Rio de Janeiro.

## Formato
Cada episódio de Casa de Verão apresenta um dia de atividades descontraídas e divertidas, típicas do verão, como churrascos, práticas de ioga, piqueniques e momentos de tranquilidade. Os convidados aproveitam a casa e suas várias áreas para relaxar, se divertir e se conectar com a estação mais quente do ano.

## Episódios
| Episódio | Convidados                         | Exibição original       |
| -------- | ---------------------------------- | ----------------------- |
| 01       | Xuxa e Gominho                     | 22 de janeiro de 2025   |
| 02       | Cláudia Raia e Tata Estaniecki     | 29 de janeiro de 2025   |
| 03       | Michel Teló e Thaís Fersoza        | 5 de fevereiro de 2025  |
| 04       | Juliette e Samuel de Assis         | 12 de fevereiro de 2025 |
| 05       | Fátima Bernardes e Thiago Oliveira | 19 de fevereiro de 2025 |
| 06       | Thiaguinho                         | 26 de fevereiro de 2025 |